# Johann Jakob auf der Heyden
Johann Jakob auf der Heyden (* November 1705 in Elberfeld (heute Stadtteil von Wuppertal); † September 1768 ebenda) war Bürgermeister von Elberfeld.
Johann Jakob auf der Heyden wurde als Sohn des Bürgermeisters der Jahre 1704 und 1727 Johann Wilhelm auf der Heyden (1661–1746) und dessen Frau Anna Elisabeth Siebel (1670–1729) geboren. Auch seine beiden Großväter waren Bürgermeister gewesen, der von Vaters Seite, Johannes auf der Heyden, 1678 und der von Mutters Seite Andreas Siebel (1619–1684) sogar viermal (1654, 1655, 1660, 1665). Dessen gleichnamiger Vater Andreas Siebel († 1648) war 1634 Bürgermeister gewesen.
Johann Jakob auf der Heyden heiratete am 10. Oktober 1736 in Elberfeld die von dort stammende Katharina Gertrud Wuppermann (1718–1741), mit der er zwei Kinder hatte. Das ältere und einzig überlebende Kind, Katharina Gertrud auf der Heyden, heiratete den späteren Bürgermeister Johannes Plücker (1733–1796). Sein Urenkel Julius Plücker war Professor der Mathematik und Physik und sein Ur-Urenkel Albert Plücker Professor der Medizin und Chirurg. Nach dem frühen Tod seiner Frau heiratete Johann Jakob auf der Heyden am 17. Februar 1743 ein zweites Mal. Diesmal ehelichte er die aus Siegen stammende Maria Magdalena Meinhard (1721–1786), eine Enkelin des Elberfelder Bürgermeisters von 1721, Gerhard Werner Teschemacher (1666–1740). Mit ihr hatte er nochmal sechs Kinder, von denen aber drei als Kinder starben. Eine seiner beiden Töchter, Anna Elisabeth auf der Heyden (1753–1792), heiratete den späteren Bürgermeister Jakob Lüttringhausen.
Johann Jakob auf der Heyden war Kaufmann in Elberfeld und wurde 1740 Gemeinsmann der Stadt. Von 1741 bis 1744, dem Jahr, in dem er erstmals erfolglos für das Amt des Bürgermeisters vorgeschlagen wurde, war er im Rat der Stadt Elberfeld. Im Jahr 1746 wurde er das zweite Mal vorgeschlagen und auch zum Bürgermeister gewählt. Im Jahr darauf war er Stadtrichter und danach von 1748 bis 1752 wieder im Rat der Stadt. Direkt im Anschluss wurde er ein drittes Mal zum Bürgermeister vorgeschlagen und zum zweiten Mal gewählt. Danach war er 1753 wieder Stadtrichter der Stadt Elberfeld, in deren Rat er nach seiner Amtszeit als Stadtrichter von 1755 bis 1758 wieder tätig war. Nach seinem Ausscheiden zog er sich von seiner 18-jährigen Tätigkeit für die Stadt Elberfeld zurück.